# Statilia Messalina

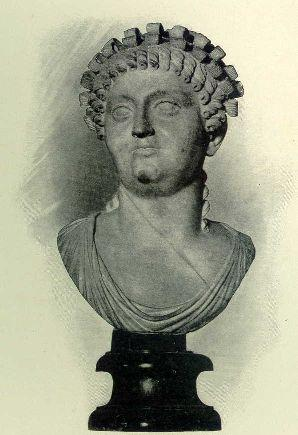
Byst föreställande Statilia Messalina på Kapitolinska museerna.

Statilia Messalina, född 35, död okänt år, var en romersk kejsarinna, kejsar Neros tredje hustru.

## Biografi
Enligt Suetonius var hon barnbarnsbarnbarn till konsuln och generalen Titus Statilius Taurus. Hon var möjligen barnbarns barn till konsuln Marcus Valerius Messalla Corvinus, sondotter till konsuln Titus Statilius Taurus och dotter till konsuln Titus Statilius Taurus. Hon var gift med konsul Marcus Julius Vestinus Atticus. 
År 65 inledde hon ett förhållande med Nero, samma år som Neros fru Poppaea Sabina dog. Hennes man tvingades att begå självmord, varefter hon gifte sig med honom. Hon beskrivs som kvick och intrigant, men höll ändå en ganska låg profil som kejsarinna. Statilia Messalina var mycket skicklig i vältalighet och bra på att recitera poesi.
Hon var en av få av Neros anhängare som överlevde hans död år 68. Hon bekräftas ha överlevt Nero, men hennes fortsatta liv är okänt. 
Otho ska ha lovat gifta sig med henne efter Neros död, innan han begick självmord 68.